# Pierre Bruchez
Pierre Bruchez (* 2. Juli 1985) ist ein Schweizer Skibergsteiger und Mitglied der Schweizer Nationalmannschaft Skialpinismus.

## Erfolge (Auswahl)
Bei der Weltmeisterschaft im Skibergsteigen 2004 erreichte er beim Staffelwettbewerb gemeinsam mit Alexander Hug, Alain Richard und Rico Elmer den dritten Platz. Bei der Weltmeisterschaft im Skibergsteigen 2008 wurde er ebenfalls in der Staffel mit Martin Anthamatten, Florent Troillet und Didier Moret Zweiter und erreichte im Vertical-Race-Wettbewerb Rang 10.
Patrouille des Glaciers
- 2006: 6. Platz mit Mathieu Charvoz und Alain Richard